# 牧荘
牧荘（まきのしょう）は、甲斐国（山梨県）の荘園。別称に馬木荘。

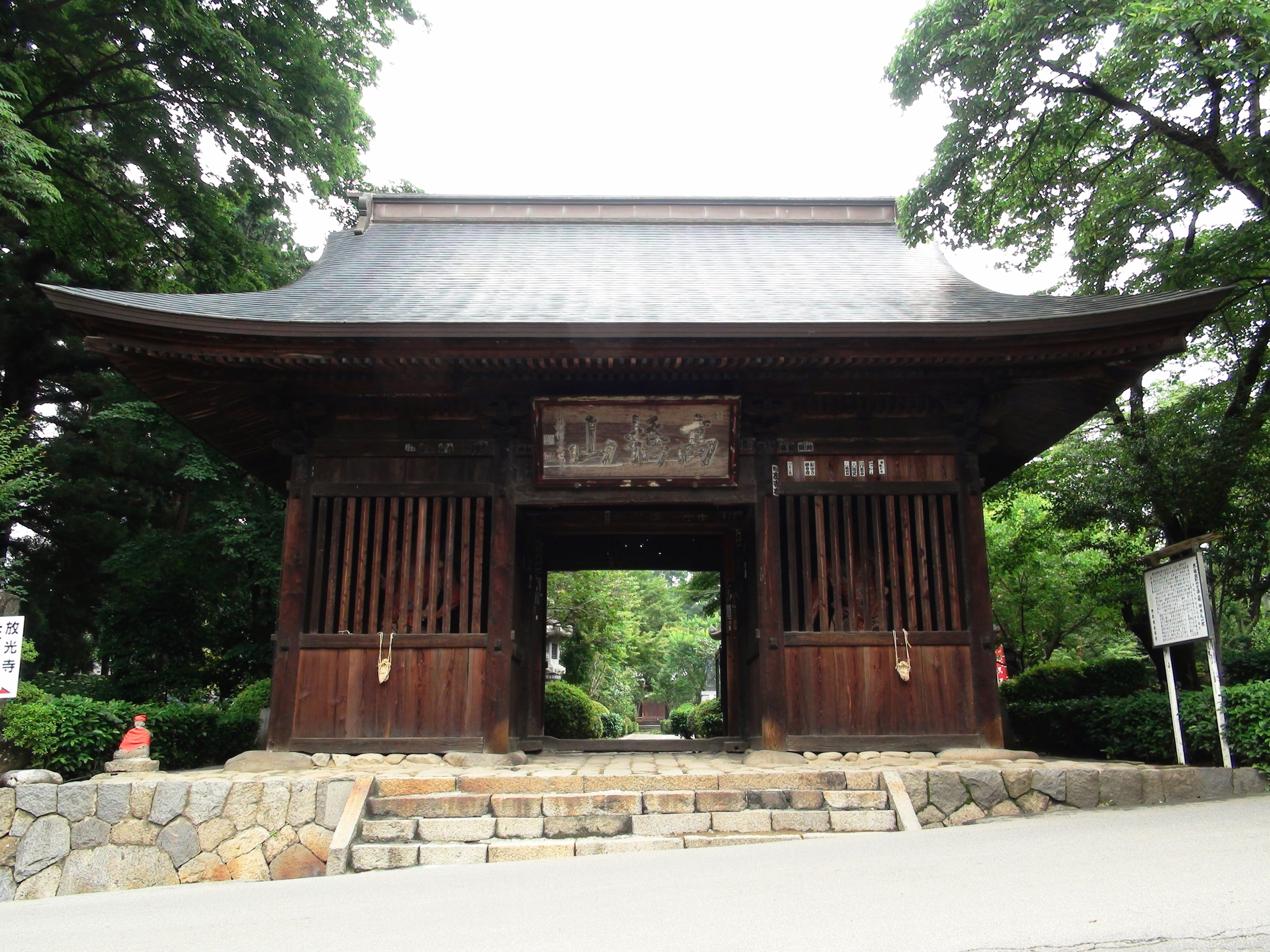
放光寺

甲府盆地東部に位置する。荘域は山梨市牧丘町から山梨市北部・山梨市三富、甲州市塩山北西部付近に比定され、笛吹川上流部にあたる。南北朝時代の建武2年正月25日後醍醐天皇綸旨（『臨川寺文書』）に拠れば、この頃には高橋荘と同一の荘園と認識されており、高橋荘には甲州市塩山竹森の地が含まれる。また、甲斐市吉沢の羅漢寺の木造阿弥陀如来坐像の応永30年（1423年）銘文には牧荘を指す可能性のある「御牧荘」の存在が記され、荘域には鶏冠山麓の山岳地帯が含まれていた可能性も指摘される。
荘内地名には中牧郷（山梨市牧丘町）やミミンドウ（大御堂）などがあり、荘内の寺社には甲州市塩山藤木の放光寺、甲州市塩山後屋敷の恵林寺、山梨市牧丘町窪平の浄居寺、同所の宝珠寺、山梨市牧丘町千野々宮の中牧神社などがある。
初見史料は平安時代後期の建久2年（1191年）に、甲斐源氏の安田義定が開祖となった放光寺に納めた銅鐘の銘文で、「甲斐国牧庄法光寺」と記されており、12世紀後半代での立荘が想定されている。安田義定は源義清の四男で、山梨市の安田郷に拠り安田氏を称した。義定は治承4年（1180年）の治承・寿永の乱において活躍し遠江守護・遠江守となるが、『吾妻鏡』建久4年（1193年）11月28日条に拠れば、この日、源頼朝により義定の嫡子義資が梟首され所領は没収され、翌年には義定自身も謀反の罪により梟首されたという。
『尊卑分脈』に拠れば義定が誅せられた場所は「馬木庄大井窪大御堂」とされ、「大御堂」は山梨市の窪八幡神社を指すとする説と、放光寺阿弥陀堂を指すとする説がある。『鎌倉大草紙』に拠れば義定を追討したのは加藤景時・加藤景廉で、遠江浅羽荘など義定の遺領は加藤氏に与えられたとされるが、加藤氏と牧荘を結ぶ史料は見られない。なお、加藤氏も正治2年（1200年）の梶原景時謀反に関係して所領を没収されている。
鎌倉時代の在地領主も不明であるが、鎌倉後期には工藤氏の流れをくみ幕府政所執事の二階堂貞藤（道蘊）が甲斐源氏棟梁の武田氏に代わって甲斐守護となり、牧荘の地頭職を得ていたと考えられている。なお、二階堂氏は一族の行貞が甲斐逸見荘の地頭職を得ている。『夢窓国師年譜』に拠れば、嘉元3年（1305年）に貞藤あるいはその父の行藤は夢窓疎石を招き荘内に浄居寺を開創し、『天竜禅寺開山夢窓正覚心宗普済国師碑銘』に拠れば、元徳2年（1330年）にも夢窓を招き荘内に恵林寺を創建している。
貞藤は鎌倉幕府の滅亡後、後醍醐天皇の建武の新政に仕えているが、建武元年（1334年）12月28日に陰謀の疑いで処刑され、翌建武2年1月25日には牧荘の東方が、夢窓が開山となった京都臨川寺に寄進されている。臨川寺は建武3年8月30日に牧荘東方の替わりに加賀国大野荘の地頭職を与えられており、牧荘東方の地頭職は不明であるが、牧荘西方の恵林寺である可能性が考えられている。正平7年（1352年）には臨川寺が再び牧荘の地頭職を得ている。
室町時代には甲斐守護武田氏の勢力が盆地東部に及んでいるが、牧荘と武田氏の関わりは不明。『王代記』に拠れば、寛正6年（1465年）には強盛を誇った守護代跡部氏が山梨市牧丘町西保下の西保小田野城を本拠に武田信昌に対抗しており、跡部氏が牧荘を拠点としていた可能性も考えられている。